# Mindy Montavon
Mindy Montavon ist eine US-amerikanische Schauspielerin, Musicaldarstellerin und  Filmproduzentin.

## Leben
Montavon ist Absolventin der La Cueva High School und studierte von 1999 bis 2001 Musical Theater an der American Musical and Dramatic Academy. Als Filmschauspielerin debütierte sie 2005 im Kurzfilm The Butcher and the Housewife. Zwischen 2009 und 2010 erhielt sie Episodenrollen in den Fernsehserien How I Met Your Mother, Desperate Housewives und Warren the Ape. Von 2011 bis 2013 spielte sie die Rolle der Lisa in acht Episoden der Fernsehserie The Bomb Shelter, für die sie auch als Produzentin fungierte. Im Sommer 2022 wurde bekannt, dass sie eine größere Rolle im Film The Maginot Line erhalten wird. 2023 war sie in der größeren Rolle der Barb Moss im Film This Land zu sehen. Der Film erschien unter anderem als Video-on-Demand auf Prime Video. Im selben Jahr war sie im Katastrophenfilm America is Sinking in einer der Hauptrollen als Dr. Michelle Jorgensen zu sehen. 2024 stellte sie in The Star City Murders Dr. Jane Trent dar.
Als Theaterschauspielerin war sie unter anderem in mehreren Stücken am The Schoolhouse Theater und Studio One, als Musicaldarstellerin unter anderem am Bucks County Playhouse und dem Evergreen Dinner Theater zu sehen.

## Filmografie (Auswahl)

### Schauspiel
- 2005: The Butcher and the Housewife (Kurzfilm)
- 2009: How I Met Your Mother (Fernsehserie, Episode 5x05)
- 2010: Desperate Housewives (Fernsehserie, Episode 6x11)
- 2010: Warren the Ape (Fernsehserie, Episode 1x11)
- 2010: At Parties (Kurzfilm)
- 2011–2013: The Bomb Shelter (Fernsehserie, 8 Episoden)
- 2013: Garden Party (Kurzfilm)
- 2013: Sharp
- 2013: Re-Animator (Kurzfilm)
- 2013: Project Callisto (Kurzfilm)
- 2014: #iKllr
- 2015: Diabolical Women (Miniserie, Episode 1x02)
- 2015: Chronologie des Grauens (Murder Book, Fernsehserie, Episode 2x02)
- 2015: My Crazy Ex (Fernsehserie, Episode 1x09)
- 2015–2016: Fatales Vertrauen – Dem Mörder so nah (Unusual Suspects, Fernsehserie, 2 Episoden, verschiedene Rollen)
- 2016: Almost Amy (Fernsehserie, Episode 1x02)
- 2016: Headlights (Kurzfilm)
- 2017: Broken Mirrors (Kurzfilm)
- 2017: The Possessed Waiter (Kurzfilm)
- 2018: Mayhem, Murder, and Monsters (Fernsehserie, Episode 1x03)
- 2019: Life in Pieces (Fernsehserie, Episode 4x08)
- 2020: Betrayed (Fernsehserie, Episode 4x10)
- 2021: For All Mankind (Fernsehserie, Episode 2x02)
- 2021: Murder in the Heartland (Fernsehserie, Episode 3x08)
- 2023: This Land
- 2023: America is Sinking
- 2024: The Star City Murders
- 2024: Love Ages Like Fine Wine (Miniserie)

### Produktion
- 2011–2013: The Bomb Shelter (Fernsehserie, 8 Episoden)
- 2017: The Possessed Waiter (Kurzfilm)

## Theater (Auswahl)
- The Nerd, Off Broadway Palm Theatre
- Stepping Out, The Herb Strauss Theater
- In the Basement: Surprise, Studio C Artists
- Unnecessary Farce, The Herb Strauss Theater
- Run for Your Wife, The Schoolhouse Theater
- Caught in the Net, The Schoolhouse Theater
- Funny Money, The Schoolhouse Theater
- The Owl and the Pussycat, Cultural Park Theatre
- Antigone, Columbia University
- Proof, Michael Chekhov Company
- So I Go, What?, TSI/Playtime Series
- A Midsummer Night’s Dream, Studio One
- Angels in America, Studio One
- Crimes of the Heart, Studio One
- The House of Yes, Studio One

## Musicals
- United We Tweet, NMI
- Bagels!, 4x10 Productions
- City of Light, 4x10 Productions
- Swing Dames, Swing Dames Productions
- LA Carmen, ANMT
- Lucky Stiff, The Schoolhouse Theater
- How to Succeed..., Cultural Park Theatre
- You’re a Good Man, Charlie Brown, The Schoolhouse Theater
- Follies in Concert, Snug Harbor Theatre
- Evita, Yorktown Heights
- Hello, Dolly!, Bucks County Playhouse
- Kiss Me, Kate, Bucks County Playhouse
- Damn Yankees, Bucks County Playhouse
- Jekyll and Hyde, Bucks County Playhouse
- Man of La Mancha, Bucks County Playhouse
- The Buddy Holly Story, Broadway Palm Dinner Theatre
- Annie, Evergreen Dinner Theater
- Andrews Sisters Tribute, Evergreen Dinner Theater